# Foocaar
Foocaar (ook: Foar, Fo'ar of El Foar) is een dorp in het district Iskushuban in de regio (gobolka) Bari in Puntland, een deelstaat van de Federale Republiek Somalië met een hoge graad van autonomie.

Foocaar ligt aan de kust van de Indische Oceaan aan de voet van een lage klif, in een aride omgeving iets ten zuiden van het schiereiland Hafun. Er wonen ca. 600 mensen, verdeeld over zo'n 100 huishoudens. Ze leven van de visserij, m.n. kreeft, maar de omstandigheden zijn moeilijk. Er is geen haven (bootjes worden op het strand getrokken); er zijn geen koelfaciliteiten, nauwelijks begaanbare wegen in het achterland en de afzetmarkten zijn ver weg. De regio werd eind december 2004 ook getroffen door de tsunami die het gevolg was van de zeebeving in de Indische Oceaan bij Sumatra, hoewel dat duizenden kilometers verder was.

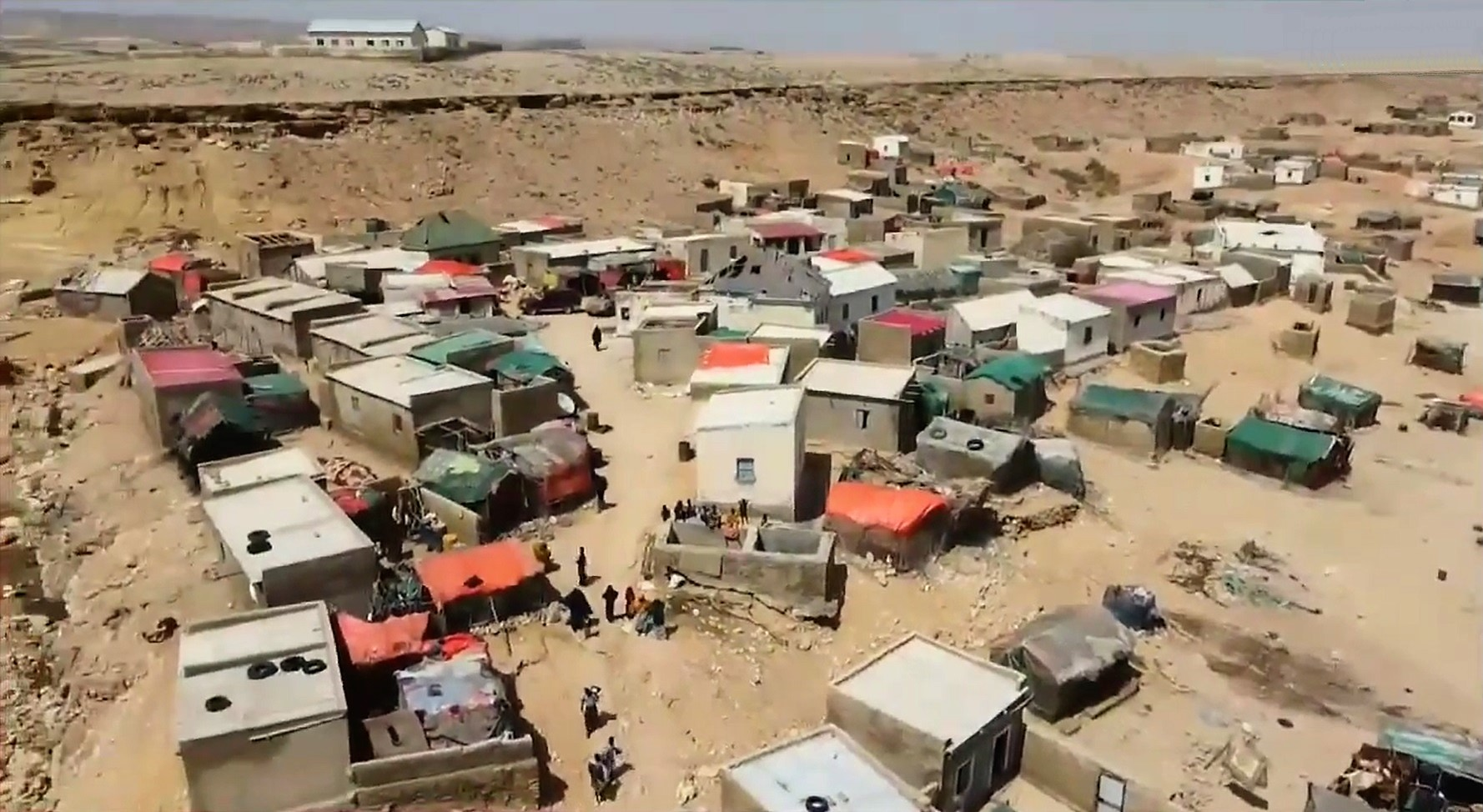
Foocaar